# 安特韦勒
安特韦勒是德国莱茵兰-普法尔茨州的一个市镇。总面积4.46平方公里，总人口546人，其中男性282人，女性264人（2011年12月31日），人口密度122人/平方公里。